# Pantáculo
El pantáculo es un objeto mágico que, ya sea por similitudes o confusiones en los usos y nombres, se ha considerado sinónimo de pentáculo, pantaclo, pentaclo, pentalfa y pentagrama. La Real Academia Española no incluye en su diccionario estos vocablos excepto el último; sin embargo, lo define solamente en términos musicales.
De igual modo, las innumerables traducciones de textos antiguos y modernos de otras lenguas al idioma inglés y luego al idioma español han contribuido a las dudas y conceptos erróneos, dado que el término en el idioma inglés, pentacle, es traducido al castellano tanto como pantáculo como pentáculo.
La raíz del uso indistinto de estos términos podría ser que en la antigüedad el mundo era representado por el número cinco. La razón, de acuerdo con Diodorus, es que este número representa la tierra, el agua, el aire, el fuego, y el éter o espíritu, y por lo tanto “cinco” ("penta" del idioma griego πεντε ) es todo ("panta" del idioma griego Παν). (Ver etimología).
MacGregor Mathers señala que un pantáculo es una medalla o sello basado en la sabiduría que un ángel reveló al rey Salomón. En este se encuentran grabados los santos nombres de Dios y son usados para mandar u obligar a los espíritus a obedecer, fungiendo a su vez como un talismán para su creador al preservarlo de accidentes y atraer a él la familiaridad de los ángeles y los espíritus.
A su vez, Cornelius Agrippa menciona que los pantáculos son ciertos signos santos que nos preservan de todo mal, y nos ayudan a ahuyentar a los malos espíritus, y atraer a nosotros a los buenos espíritus y reconciliarlos con nosotros. También indica que los pantáculos consisten de caracteres de los espíritus buenos o imágenes sagradas de las letras santas o revelaciones, con versículos santos, figuras geométricas y nombres santos de Dios.
Por su parte, Eliphas Lévi considera el pantáculo como el resumen perfecto de una mente, y lo define como una figura que resume toda la doctrina de la magia en una de sus concepciones especiales. Por tanto, es la plena expresión de pensamiento y voluntad; es la firma de un espíritu. Añade que una ceremonia de consagración de un pantáculo aumenta la conexión de este con la intención del operador y que pueden dibujarse sobre pergamino virgen, papel o metales.
En el romance artúrico Sir Gawain y el Caballero Verde se menciona que Sir Gawin portaba un pentáculo por varias razones:
-Es el símbolo que un día concibió Salomón para anunciar la sagrada verdad.
En este caso el término es un sinónimo de pantáculo.
-La figura del pentáculo tiene cinco puntas y cinco grandes virtudes este personaje.
Aquí se usa como equivalente a pantaclo, pentalfa, pentaclo o pentagrama.
-Sir Gawain tenía toda su fe puesta en las cinco llagas que Cristo recibió en la Cruz.
Este era un simbolismo de un pantaclo o pentalfa.
-El valor de Sir Gawain dependía de los cinco gozos puros que la Santa Reina del Cielo recibiera de su hijo. Es por esto que la llevaba la imagen de la reina pintada en la cara interior del escudo.
Es decir, un pantaclo o pentáculo.

## Etimología
Hay varias hipótesis sobre el origen de la palabra pantáculo. Por un lado se argumenta su etimología griega por el prefijo παν: pan, que significa todo, y un derivado del sustantivo Κλέος: kleos, cleos: gloria. Por otro, se arguye su derivación de Pantaculum con raíz latina en el sustantivo panta: todo, y el sufijo dimunitivo culum, como un todo en pequeño. Asimismo se aduce que es una derivación de Pentaculum que surgió de la combinación del prefijo penta del griego πεντά, y este de πέντε que significa cinco y el sufijo latino culum mencionado anteriormente.

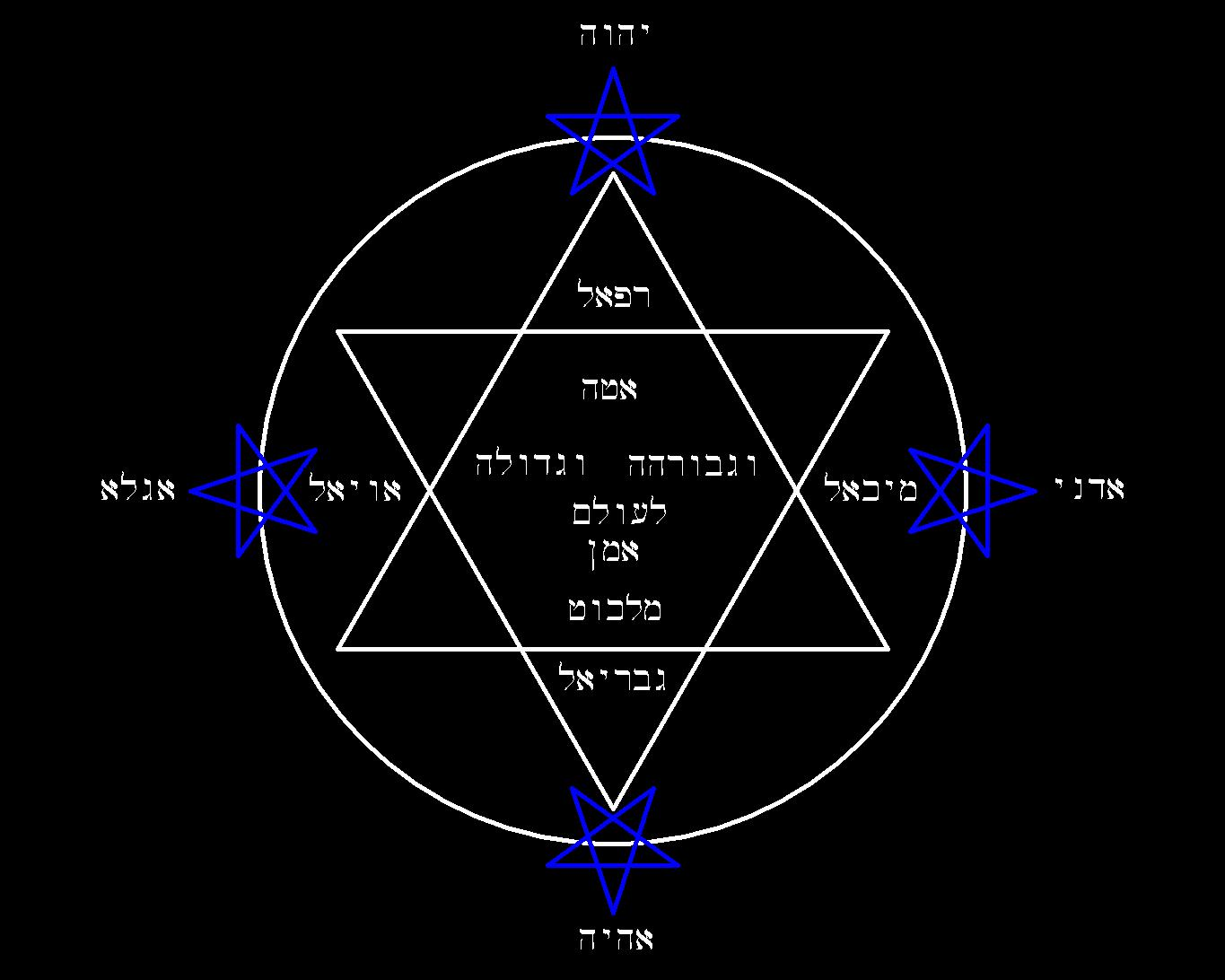
Representación gráfica del Ritual Menor de Destierro del Pentagrama con el texto de la Cruz Cabalística en hebreo, los nombres de Dios y la invocación de los arcángeles en relación con los puntos cardinales.